# Berzé-la-Ville
Berzé-la-Ville est une commune française située dans le département de Saône-et-Loire, en région Bourgogne-Franche-Comté. Les habitants se nomment les Berzélavilliens et Berzélavilliennes.

## Géographie

### Géologie et relief
Gisement de gypse, exploité au XIXe siècle.

### Climat
Pour des articles plus généraux, voir Climat de la Bourgogne-Franche-Comté et Climat de Saône-et-Loire.
En 2010, le climat de la commune est de type climat océanique dégradé des plaines du Centre et du Nord, selon une étude du Centre national de la recherche scientifique s'appuyant sur une série de données couvrant la période 1971-2000. En 2020, Météo-France publie une typologie des climats de la France métropolitaine dans laquelle la commune est dans une zone de transition entre le climat océanique altéré et le climat océanique altéré et est dans la région climatique Bourgogne, vallée de la Saône, caractérisée par un bon ensoleillement (1 900 h/an), un été chaud (18,5 °C), un air sec au printemps et en été et des vents faibles.
Pour la période 1971-2000, la température annuelle moyenne est de 11,1 °C, avec une amplitude thermique annuelle de 17,5 °C. Le cumul annuel moyen de précipitations est de 914 mm, avec 11,2 jours de précipitations en janvier et 7,8 jours en juillet. Pour la période 1991-2020, la température moyenne annuelle observée sur la station météorologique de Météo-France la plus proche, « Jalogny_sapc », sur la commune de Jalogny à 8 km à vol d'oiseau, est de 11,2 °C et le cumul annuel moyen de précipitations est de 873,4 mm. 
La température maximale relevée sur cette station est de 39,6 °C, atteinte le 12 août 2003 ; la température minimale est de −21,6 °C, atteinte le 17 janvier 1985,,.
Les paramètres climatiques de la commune ont été estimés pour le milieu du siècle (2041-2070) selon différents scénarios d'émission de gaz à effet de serre à partir des nouvelles projections climatiques de référence DRIAS-2020. Ils sont consultables sur un site dédié publié par Météo-France en novembre 2022.

## Urbanisme

### Typologie
Au 1er janvier 2024, Berzé-la-Ville est catégorisée commune rurale à habitat dispersé, selon la nouvelle grille communale de densité à sept niveaux définie par l'Insee en 2022.
Elle est située hors unité urbaine. Par ailleurs la commune fait partie de l'aire d'attraction de Mâcon, dont elle est une commune de la couronne,. Cette aire, qui regroupe 105 communes, est catégorisée dans les aires de 50 000 à moins de 200 000 habitants,.

### Occupation des sols
L'occupation des sols de la commune, telle qu'elle ressort de la base de données européenne d’occupation biophysique des sols Corine Land Cover (CLC), est marquée par l'importance des territoires agricoles (75,6 % en 2018), en diminution par rapport à 1990 (77,6 %). La répartition détaillée en 2018 est la suivante : zones agricoles hétérogènes (54 %), forêts (13,2 %), milieux à végétation arbustive et/ou herbacée (9,8 %), cultures permanentes (8,7 %), prairies (8,7 %), terres arables (4,1 %), zones urbanisées (1,4 %). L'évolution de l’occupation des sols de la commune et de ses infrastructures peut être observée sur les différentes représentations cartographiques du territoire : la carte de Cassini (XVIIIe siècle), la carte d'état-major (1820-1866) et les cartes ou photos aériennes de l'IGN pour la période actuelle (1950 à aujourd'hui).

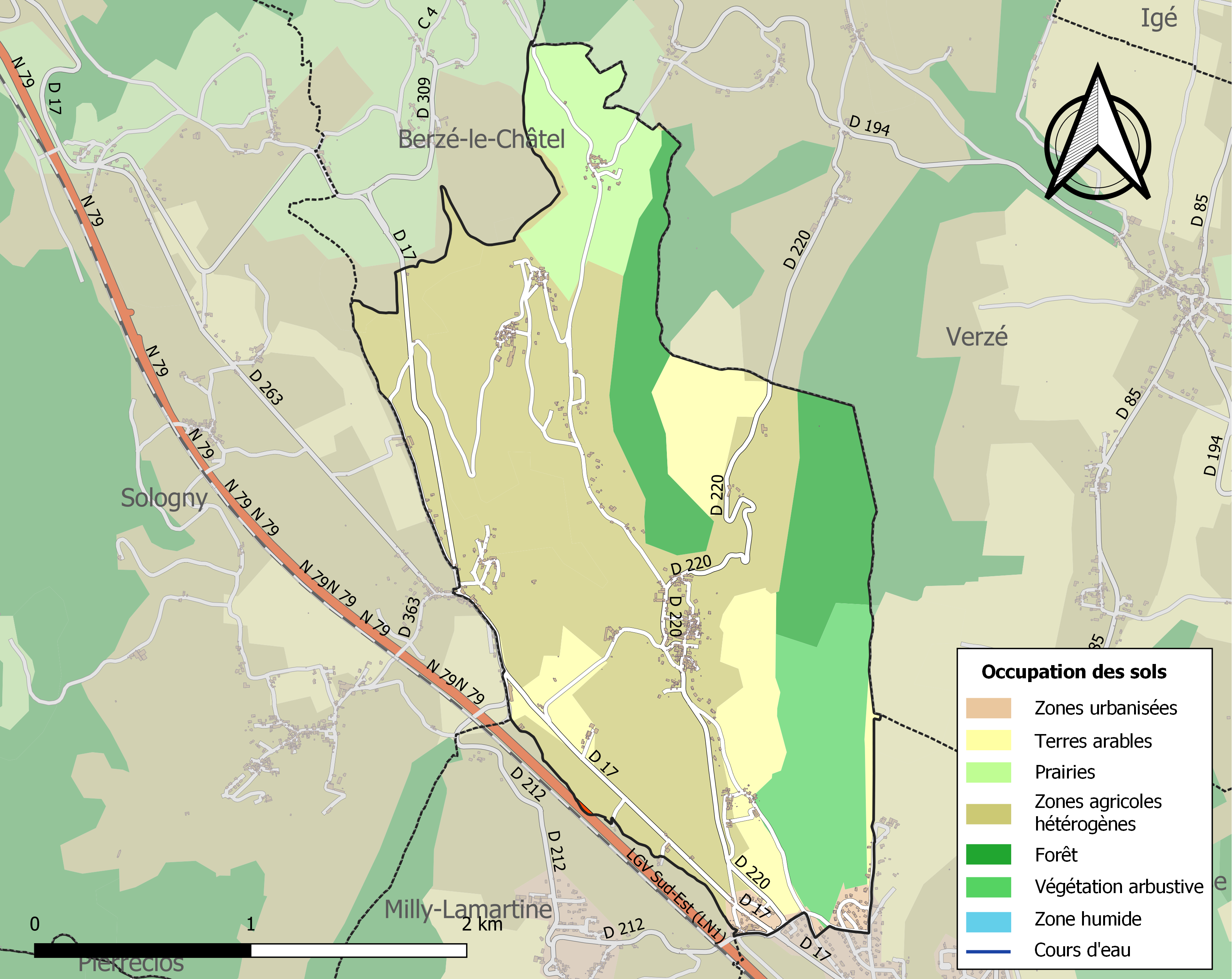
Carte des infrastructures et de l'occupation des sols de la commune en 2018 (CLC).

## Histoire

### Préhistoire
La grotte des Furtins, à cheval sur les communes de Berzé-la-Ville et de Sologny-la-Croix-Blanche, a livré des matériaux de l'Aurignacien moyen et gallo-romains ainsi qu'une curieuse « fosse aux ours » avec des crânes d'ours adultes placés délibérément de façon à entourer des crânes d'oursons, et de nombreux os d'ours.

### Moyen Âge
En 1100, Hugues de Semur, abbé de Cluny de 1049 à 1109, fonda un prieuré à Berzé-la-Ville. Ce prieuré fut rattaché à l'Ordre de Cluny.

### Époque contemporaine
À la Révolution, le prieuré fut vendu comme bien national et transformé en grange d'une exploitation agricole. La chapelle fut rachetée par Miss Evans, archéologue britannique qui en fit don à l'Académie de Mâcon en 1947.

## Politique et administration

### Listes des maires

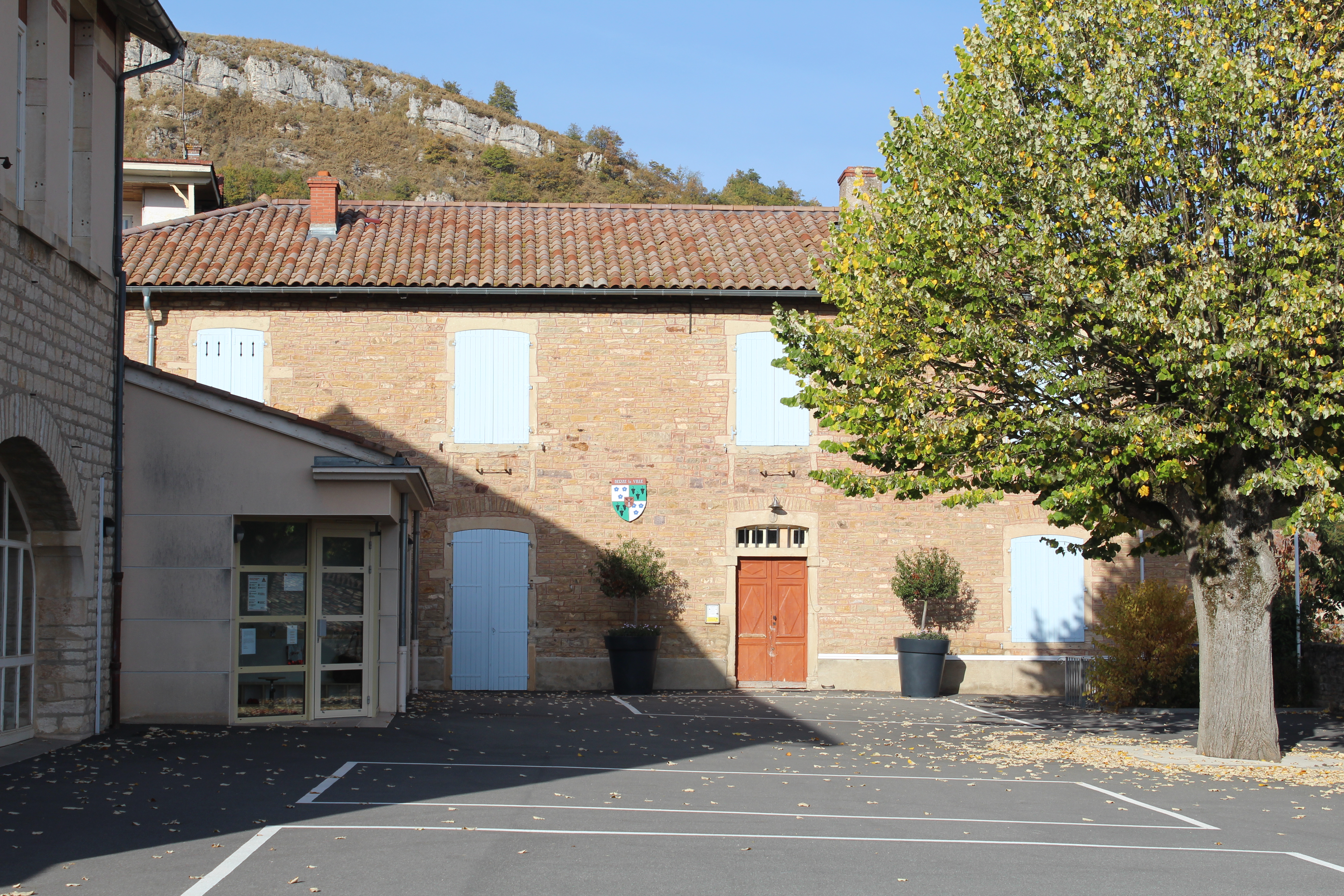
Mairie.

| Période                                  | Période       | Identité              | Étiquette | Qualité                              |
| ---------------------------------------- | ------------- | --------------------- | --------- | ------------------------------------ |
| mai 1871                                 | octobre 1876  | Philippe Arnaud       |           |                                      |
| octobre 1876                             | janvier 1878  | Guillaume Longepierre |           |                                      |
| janvier 1878                             | janvier 1881  | Philippe Arnaud       |           |                                      |
| janvier 1881                             | juillet 1882  | Pierre Lassarat       |           |                                      |
| juillet 1882                             | mai 1884      | Philippe Arnaud       |           |                                      |
| mai 1884                                 | mars 1895     | Joseph Bouchacourt    |           |                                      |
| mars 1895                                | décembre 1919 | Jean-Pierre Simonet   | Radical   | Député et Conseiller général         |
| décembre 1919                            | avril 1921    | Claude Garnier        |           |                                      |
| avril 1921                               | mai 1935      | François Préaud       |           |                                      |
| mai 1935                                 | juin 1937     | Jean Lafond           |           |                                      |
| juin 1937                                | février 1982  | Louis Simonet         | PCF       | Conseiller général , viticulteur     |
| février 1982                             | mars 1983     | Georges Desroches     | PCF       |                                      |
| mars 1983                                | juillet 1994  | Pierre André Roblot   | UDF       | Cadre                                |
| juillet 1994                             | juin 1995     | Maurice Mauguin       |           | Agriculteur                          |
| juin 1995                                | mars 2008     | Bertrand Leprieur     | UMP       | Directeur des ventes Maire Honoraire |
| mars 2008                                | mars 2014     | Marc Trelat           | DVG       | Viticulteur                          |
| mars 2014                                | juin 2020     | Christophe Juvanon    | DVD       | Cadre                                |
| juin 2020                                | En cours      | Eric Faure            | SE        | Retraité                             |
| Les données manquantes sont à compléter. |               |                       |           |                                      |

## Population et société

### Démographie

#### Évolution démographique
L'évolution du nombre d'habitants est connue à travers les recensements de la population effectués dans la commune depuis 1793. Pour les communes de moins de 10 000 habitants, une enquête de recensement portant sur toute la population est réalisée tous les cinq ans, les populations de référence des années intermédiaires étant quant à elles estimées par interpolation ou extrapolation. Pour la commune, le premier recensement exhaustif entrant dans le cadre du nouveau dispositif a été réalisé en 2005.

En 2022, la commune comptait 708 habitants, en évolution de +6,31 % par rapport à 2016 (Saône-et-Loire : −1,06 %, France hors Mayotte : +2,11 %).
| 1793 | 1800 | 1806 | 1821 | 1831 | 1836 | 1841 | 1846 | 1851 |
| ---- | ---- | ---- | ---- | ---- | ---- | ---- | ---- | ---- |
| 603  | 486  | 671  | 652  | 686  | 709  | 700  | 705  | 705  |

| 1856 | 1861 | 1866 | 1872 | 1876 | 1881 | 1886 | 1891 | 1896 |
| ---- | ---- | ---- | ---- | ---- | ---- | ---- | ---- | ---- |
| 656  | 696  | 725  | 768  | 794  | 790  | 764  | 633  | 595  |

| 1901 | 1906 | 1911 | 1921 | 1926 | 1931 | 1936 | 1946 | 1954 |
| ---- | ---- | ---- | ---- | ---- | ---- | ---- | ---- | ---- |
| 544  | 554  | 534  | 425  | 382  | 326  | 319  | 313  | 347  |

| 1962 | 1968 | 1975 | 1982 | 1990 | 1999 | 2005 | 2006 | 2010 |
| ---- | ---- | ---- | ---- | ---- | ---- | ---- | ---- | ---- |
| 363  | 341  | 371  | 410  | 511  | 530  | 519  | 516  | 536  |

| 2015 | 2020 | 2022 | - | - | - | - | - | - |
| ---- | ---- | ---- | - | - | - | - | - | - |
| 657  | 697  | 708  | - | - | - | - | - | - |

### Associations
Les Amis du Vieux Berzé, qui a mis au jour les vestiges de la carrière de gypse, restauré les parties encore existantes et reconstitué l’histoire de l’exploitation du gypse.

### Cultes
Berzé-la-Ville appartient à l'une des sept paroisses composant le doyenné de Mâcon (doyenné relevant du diocèse d'Autun) : la paroisse Saint-Vincent en Val-Lamartinien, paroisse qui a son siège à La Roche-Vineuse et qui regroupe quinze villages du Mâconnais.

### Écologie et recyclage

Les vignobles du Mâconnais.

## Culture locale et patrimoine

### Lieux et monuments

#### La chapelle des moines
Le doyenné, dépendance de l'abbaye de Cluny, fut créé sous l'impulsion d'Hugues de Semur, saint abbé de Cluny de 1049 à 1109. La construction attenante dite « château des moines » date du XVIe siècle, soit environ un siècle avant le départ des moines chassés par la Révolution. En 1791, la chapelle est transformée en habitation. Classée monument historique dès 1893, mise en vente et menacée, elle est rachetée en 1947 par miss Joans Evans, archéologue anglaise, qui en fit don à l'académie de Mâcon. La décoration de la chapelle remonte au premier quart du XIIe siècle et l'influence byzantine apparaît nettement (attitudes hiératiques, féminisation des personnages...) à côté de l'influence germanique (art ottonien). Le Christ en majesté, sous la main de Dieu tenant une couronne, et les douze apôtres (dont six sont identifiés) occupent la scène principale. Au pied des apôtres, deux évêques et deux diacres, saint Vincent et saint Laurent, très vénérés dans la région. À l'étage inférieur, au-dessus des chapiteaux, six femmes richement parées, dont certaines portent encore une inscription permettant de les identifier : sainte Agathe et sainte Consorce. Plus bas, en vis-à-vis dans les arcatures aveugles, deux panneaux représentent, l'un le martyre de saint Vincent maintenu sur le gril par les fourches de deux soldats, et l'autre la légende et la mort de saint Blaise. Neuf saints martyrs occupent la frise inférieure, initialement plus longue. L'emploi de colorants minéraux tels que le lapis-lazuli, l'ocre et le minium ont favorisé la conservation de ces fresques.

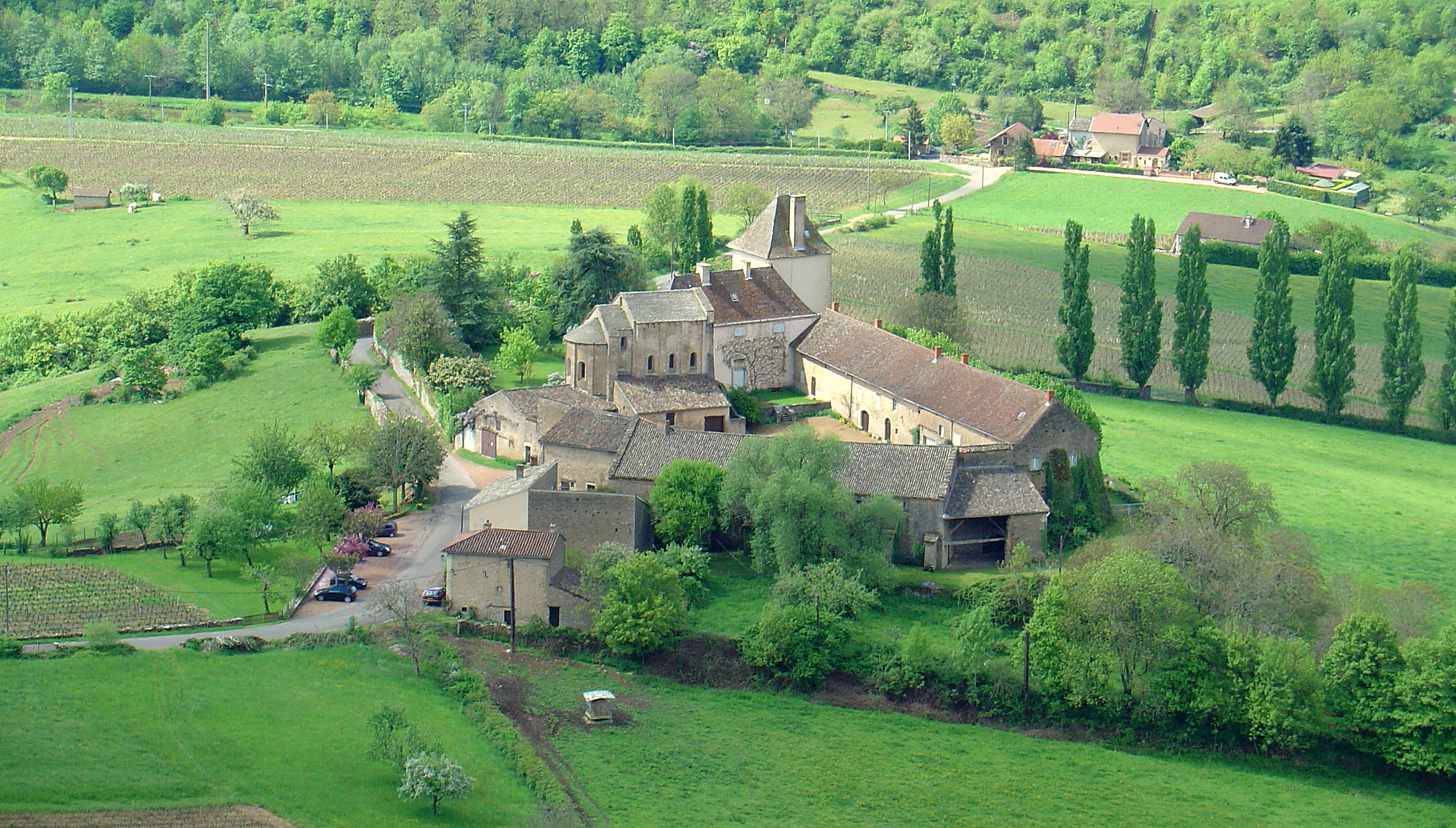
La chapelle des moines vue depuis la Roche Coche.
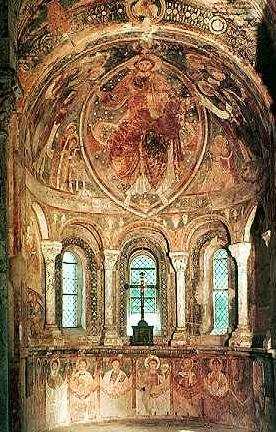
Fresques de la chapelle des moines dont un christ en majesté.
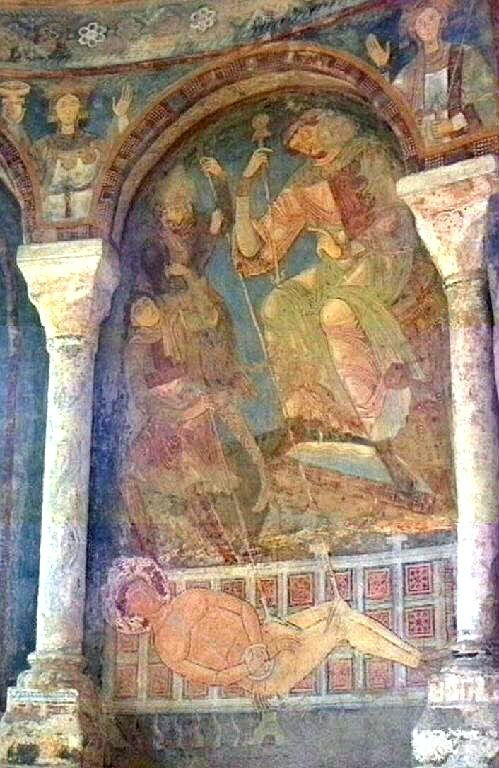
Le martyre.

#### Les fours à gypse

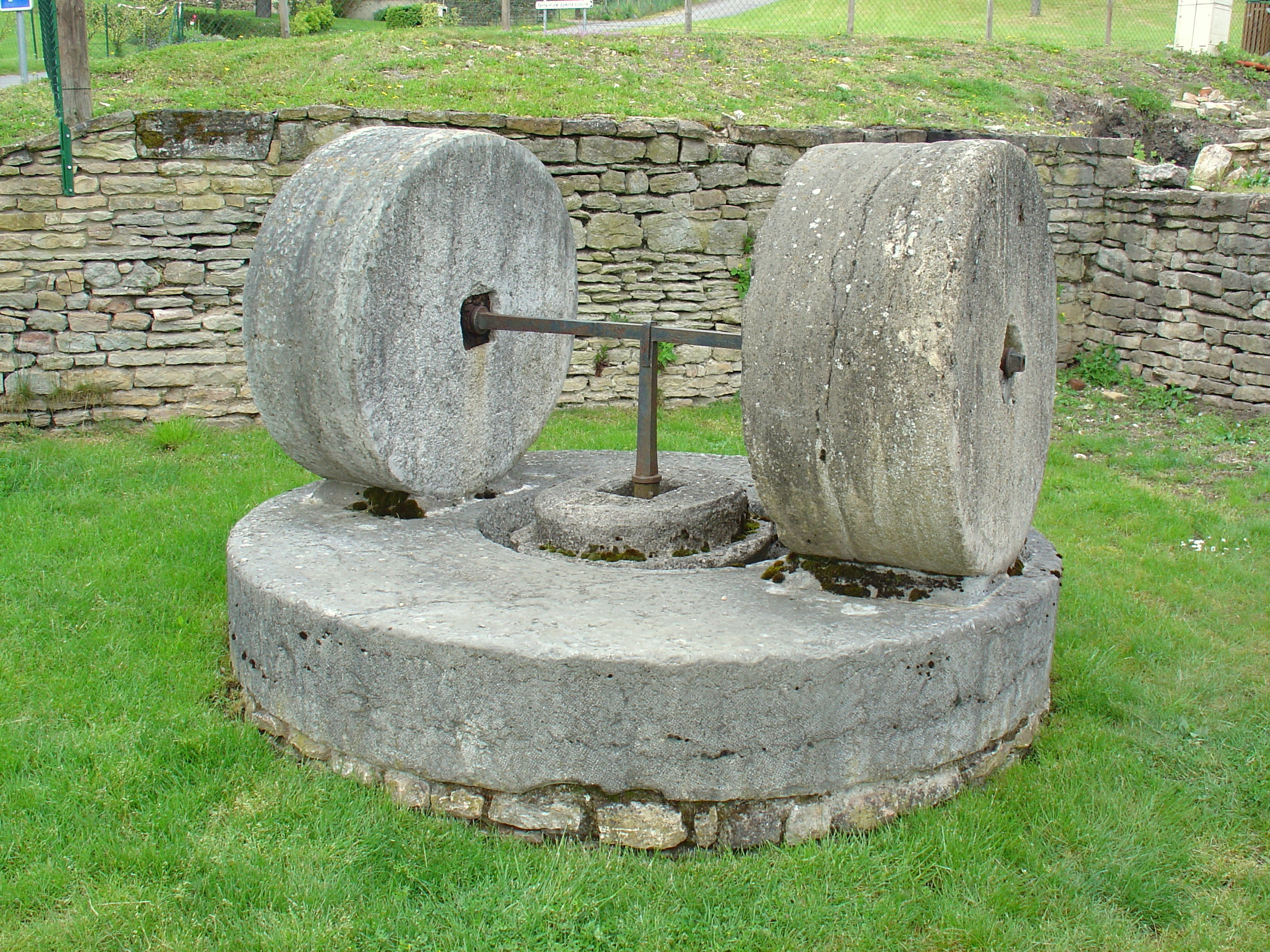
Paire de meules utilisées pour broyer le gypse après cuisson.

La présence de gypse ou pierre à plâtre sur le site remonte au Trias. L'exploitation en est très ancienne et on sait que les moines de Cluny ont extrait par puits la partie supérieure constituée de gypse particulièrement pur.
Témoins rares inscrits à l'inventaire des Monuments historiques en 1992, les fours aujourd'hui visibles forment un ensemble architectural de grande qualité récemment restauré. Construits au XIXe siècle, ces fours permettaient d'effectuer sur place la transformation du gypse en plâtre. L'entreprise était alors entre les mains d'un ingénieur-entrepreneur local, Étienne Bonnin, qui employait en 1862 douze ouvriers dans ses seules carrières et dans ses fours de Berzé (plus d'autres dans son entreprise de pulvérisation du gypse à Saint-Sorlin, aujourd'hui La Roche-Vineuse).
La cheminée monumentale de 38 mètres de haut qui en assurait le tirage a disparu en 1902. La pierre à plâtre était acheminée sur rail de la galerie d'extraction aux fours. Après cuisson, le plâtre était pulvérisé et conditionné dans des moulins situés à proximité. Parmi les douze carrières de plâtre exploitées en Saône-et-Loire en 1838, celle de Berzé-la-Ville était particulièrement qualitative. L'exploitation sera définitivement abandonnée en 1899.

#### L'église Notre-Dame-de-la-Purification
Construite au XIe siècle, elle appartenait à l'abbaye de Cluny. La façade occidentale et la baie supérieure en plein cintre qui éclaire les combles sont des témoins de cette époque. L'église a fait l'objet d'agrandissement au XVIe siècle et au XVIIIe siècle, la nef a été partiellement agrandie. L'élément le plus intéressant est le décor intérieur qui orne le chœur et les chapelles nord et sud. Il a été réalisé selon la technique du pochoir au XVIe siècle.

### Personnalités liées à la commune
- Marius Lacrouze (1891-1917), aviateur mort pour la France le 28 novembre 1917, auquel une plaque commémorative fixée au mur sud de la mairie, « offert[e] par la municipalité d'Ausonia, le village jumeau de Berzé-la-Ville », rend hommage, rappelant qu'il fut pilote d'essai pour avion de chasse Blériot.
- Jean-Pierre Simonet (1867-1935), député de Saône-et-Loire du 8 mai 1910 au 31 mai 1914.
- Benjamin Dirx, député de Saône-et-Loire.

### Héraldique
| Blason de Berzé-la-Ville | Blason  | Écartelé : aux 1er et 4e d'argent à trois quintefeuilles d'azur, aux 2e et 3e de sinople à trois grappes de raisin d'or ; sur le tout, de gueules à l'épée haute d'argent, à deux clés d'or passées en sautoir et brochant sur l'épée.        |
| Blason de Berzé-la-Ville | Détails | L'écusson central représente les armes de l'abbaye de Cluny, à laquelle la commune a toujours été rattachée. Les grappes de raisin rappellent la vigne et les fleurs symbolisent la ville fleurie. Adopté par la municipalité le 31 mai 1991. |

## Galerie photos

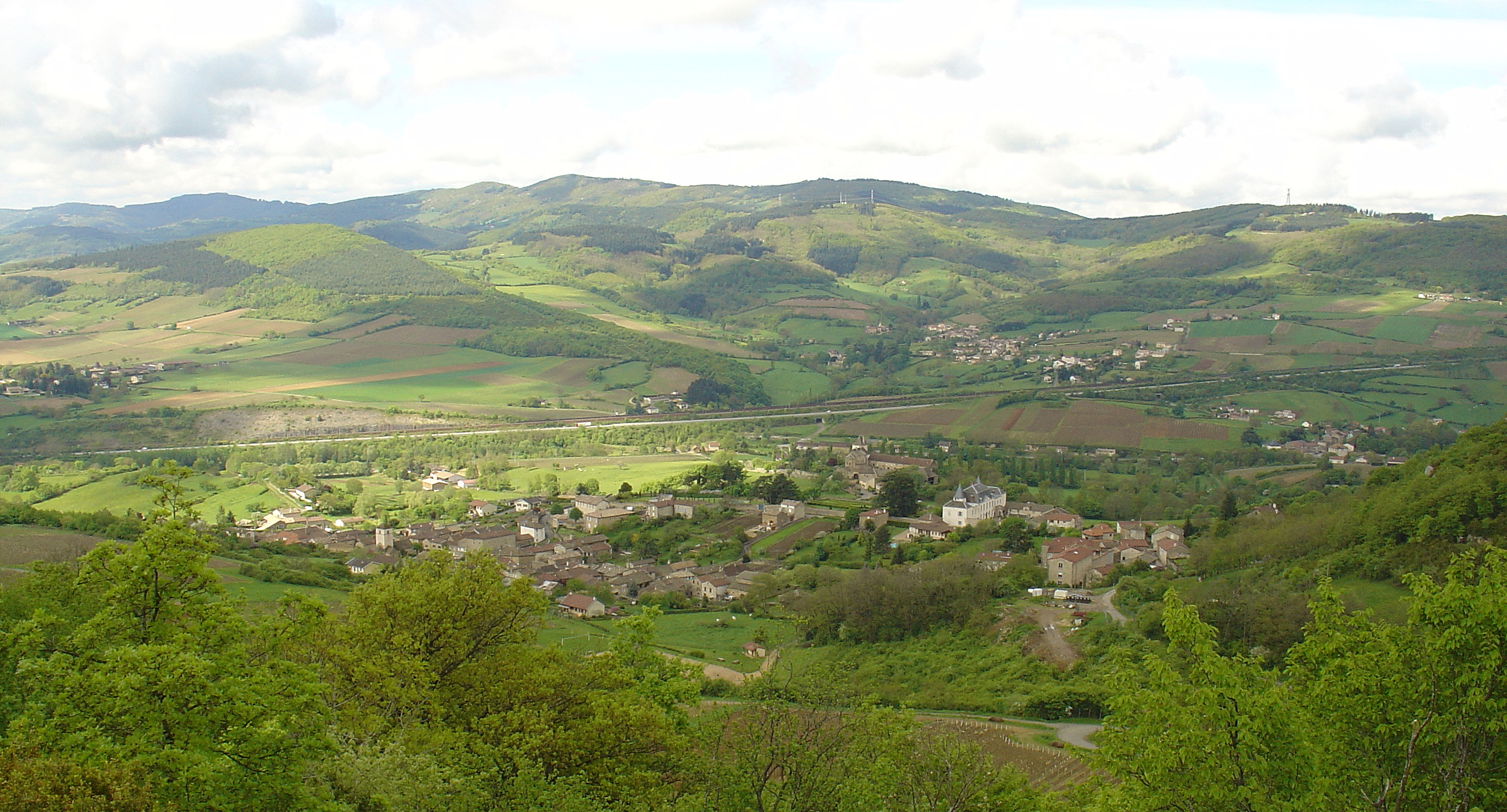
Berzé-la-Ville vue depuis le mont de la Fâ. Vue sur Sologny.

## Pour approfondir